# Condé-sur-Sarthe
Condé-sur-Sarthe é uma comuna francesa na região administrativa da Normandia, no departamento Orne. Estende-se por uma área de 8,46 km². Em 2010 a comuna tinha 2 526 habitantes (densidade: 298,6 hab./km²).